# Talavera la Vieja
Pour les articles homonymes, voir Talavera (homonymie).
 (août 2016).
Si vous disposez d'ouvrages ou d'articles de référence ou si vous connaissez des sites web de qualité traitant du thème abordé ici, merci de compléter l'article en donnant les références utiles à sa vérifiabilité et en les liant à la section « Notes et références ».
Talavera la Vieja, également appelée Talaverilla en Espagnol est une ancienne localité d'Estrémadure, Province de Cáceres (en Espagne - 39° 48′ 18″ N et 5° 24′ 25″ O).
Elle était située sur la rive gauche du Tage, à proximité de sa jonction avec le rio Gualija, et a été noyée en 1963, lors de la formation de la réserve d'eau de Valdecañas. Son territoire a été réaffecté aux communes de Peraleda de San Román et Bohonal de Ibor.
Talavera la vieja fut une cité de l'Antiquité, connue sous le nom latin Augustobriga. Certains de ses restes antiques, tel le portique de la curie, ont été relocalisés lors de l'immersion du village.